# Athyrium xichouense
Athyrium xichouense là một loài thực vật có mạch trong họ Woodsiaceae. Loài này được Y.T. Hsieh & Z.R. Wang miêu tả khoa học đầu tiên năm 1989.